# Sdružení obcí Mikroregion Vsetínsko
Sdružení obcí Mikroregion Vsetínsko je dobrovolný svazek obcí v okresu Vsetín, jeho sídlem je Vsetín a jeho cílem je zpracování integrovaného projektu rozvoje řešení společných programů. Sdružuje celkem 43 obcí a byl založen v roce 2000.

## Obce sdružené v mikroregionu
- Bystřička
- Francova Lhota
- Halenkov
- Horní Lideč
- Hošťálková
- Hovězí
- Huslenky
- Jablůnka
- Janová
- Karolinka
- Kateřinice
- Lačnov
- Leskovec
- Lidečko
- Liptál
- Lužná
- Malá Bystřice
- Mikulůvka
- Nový Hrozenkov
- Pozděchov
- Prlov
- Pržno
- Ratiboř
- Růžďka
- Seninka
- Střelná
- Študlov
- Ústí
- Valašská Polanka
- Valašská Senice
- Velké Karlovice
- Vidče
- Vsetín
- Zděchov
- Valašské Meziříčí
- Zubří
- Rožnov pod Radhoštěm
- Lhota u Vsetína
- Dolní Bečva
- Horní Bečva
- Střítež nad Bečvou
- Vigantice
- Zašová